# Vella eggerti
Vella eggerti is een insect uit de familie van de mierenleeuwen (Myrmeleontidae), die tot de orde netvleugeligen (Neuroptera) behoort. 
Vella eggerti is voor het eerst wetenschappelijk beschreven door Esben-Petersen in 1928.